# Roccapipirozzi
Roccapipirozzi è l'unica frazione del comune di Sesto Campano, in provincia di Isernia. Si trova all'estremità sudoccidentale del Molise e sede di una fortezza dalle antiche origini medievali.

## Geografia

### Geografia fisica
La frazione, ai confini con Lazio e Campania, si trova in una valle fra i monti Cesima, Calvello e Sambucaro. Da Sesto Campano dista circa 6 km, 5 km da Venafro, 12 da San Pietro Infine, 26 da Isernia e 24 da Cassino.

### Borgate
È diviso in due borgate: Roccapipirozzi Alta, sita sulla cima di un colle, e Masserie di Roccapipirozzi, comunemente denominata Roccapipirozzi Bassa, che si estende nella pianura sottostante.
La popolazione del centro abitato si aggira intorno ai 780 abitanti, di cui circa 180 a Roccapipirozzi Alta e circa 600 a Roccapipirozzi Bassa.

## Storia
La prima comparsa del toponimo "Rocca Piperocii" si ha nel XIII secolo.

## Monumenti e luoghi d'interesse

### Rocca Piperocii (Castello angioino)
Torrione del 1320 e braca merlata di epoca successiva.
La fortezza medievale fu costruita prima del 1320, e ha mantenuto il suo aspetto originale.
Castello rettangolare con beccatelli di coronamento e merlature varie, è di interesse la grande torre cilindrica con tracce di merlature sulla sommità. Sullo spigolo meridionale vi è una seconda torre a scarpa per protezione di riserva del castello. Fino all'epoca delle guerre del XV secolo il castello servì come roccaforte principale per difendere il Molise da invasioni della Campania o del Lazio.